# Dmitri Beriozkin
Dmitri Yevguénievich Beriozkin –en ruso, Дмитрий Евгеньевич Берёзкин– (Moscú, 10 de febrero de 1963) es un deportista ruso que compitió en vela en la clase 470.
Ganó dos medallas en el Campeonato Europeo de 470, oro en 1996 y plata en 1994. Participó en cuatro Juegos Olímpicos de Verano, entre los años 1992 y 2004, ocupando el quinto lugar en Atlanta 1996.

## Palmarés internacional
| \| Campeonato Europeo \| Campeonato Europeo \| Campeonato Europeo \| Campeonato Europeo \| \| Año \| Lugar \| Medalla \| Clase \| \| ------------------ \| ------------------------- \| ------------------ \| ------------------ \| \| 1996 \| Isla Haying (Reino Unido) \| Medalla de oro \| 470 \| \| 2004 \| Warnemünde (Alemania) \| Medalla de plata \| 470 \| |                           |                  |       |
| Campeonato Europeo |                           |                  |       |
| Año | Lugar                     | Medalla          | Clase |
| 1996 | Isla Haying (Reino Unido) | Medalla de oro   | 470   |
| 2004 | Warnemünde (Alemania)     | Medalla de plata | 470   |